# Calyptorhynchus latirostris
Il cacatua nero beccocorto (Calyptorhynchus latirostris) è un uccello della famiglia Cacatuidae.